# Rebelión de Ivailo
La rebelión de Ivailo (en búlgaro: Въстанието на Ивайло) fue una revuelta de los campesinos búlgaros contra el emperador Constantino Tikh y la nobleza búlgara. La revuelta fue alimentada por el resentimiento en el comienzo de la feudalización del Imperio Búlgaro, así como por la incapacidad para hacer frente a la amenaza de los mongoles en el noreste de Bulgaria, especialmente la región de Dobruja. Ivailo demostró ser un general victorioso, derrotando a los mongoles y a los ejércitos del zar, y obligando a la nobleza a reconocerlo como emperador de Bulgaria.
El emperador bizantino Miguel VIII Paleólogo trató de aprovechar esta situación y ayudar a la nobleza para sofocar la rebelión, pero los bizantinos sufrieron dos derrotas importantes a manos de Ivailo. Sin embargo la intervención mongola le obligó a huir a la importante fortaleza de Silistra, donde fue asediado. La nobleza entonces utilizó su ausencia de la capital de Tarnovo para proclamar a Jorge I Terter como emperador. Rodeado de enemigos y con el apoyo disminuido, Ivailo tuvo que huir a la corte de Nogai Khan y después fue asesinado por los mongoles.

## Antecedentes
Después de la muerte de Iván Asen II en 1241, el gran Imperio Búlgaro comenzó a decaer. Tras una sucesión de emperadores infantes, el país perdió gran parte de Tracia y Macedonia ante el Imperio de Nicea, y las tierras al noroeste, incluyendo Belgrado y el Banato de Severin, bajo el Reino de Hungría. El país no pudo hacer frente a las constantes invasiones de los mongoles después de la década de 1240 y la regencia de Kalimán Asen I (1241-1246) se vio obligada a pagar un tributo anual a los mongoles. Entre 1256 y 1257 el país cayó en una guerra civil de los cuales el boyardo de Skopie Constantino Tij emergió como vencedor. Su largo reinado de 20 años sin embargo no dio estabilidad a Bulgaria. Después que se rompió la pierna durante un caza, Constantino Tikh cayó bajo la influencia de su segunda esposa, Irene Ducaina Láscarina, quien estuvo constantemente envuelta en intrigas con sus parientes en la corte bizantina. Después dejó los asuntos de Estado a su tercera esposa, María Paleóloga Cantacucena. A lo largo de ese período, los mongoles regularmente hacían campaña en el noreste de Bulgaria, saqueando los campos y paralizando la economía. En paralelo con el desarrollo del feudalismo en Bulgaria durante la segunda mitad del siglo XIII dio lugar a un cambio brusco en la situación de los campesinos para empeorar. No sólo los campesinos fueron dependientes del gobierno central, la nobleza y la Iglesia, sino que constantemente fueron perdiendo libertades personales. La invasión de los mongoles rompió los pilares de las instituciones estatales en Dobruja. y había facilitado el estallido de la rebelión y su rápido desarrollo.
En esta situación Ivailo, un campesino del noreste de Bulgaria, comenzó a incitar a la población a una revuelta, afirmando que Dios le había dado señales para guiar al pueblo contra la nobleza. En efecto, su misticismo se utilizó deliberadamente para ganar adeptos entre los religiosos campesinos y la rebelión fue preparada cuidadosamente. La gente consideraba a Ivaylo como un "Buen Zar" - el ideal gobernante que propagaría la igualdad entre ricos y pobres. Así logró reunir a muchos seguidores en poco tiempo.

## Transcurso de la rebelión

### Los primeros éxitos

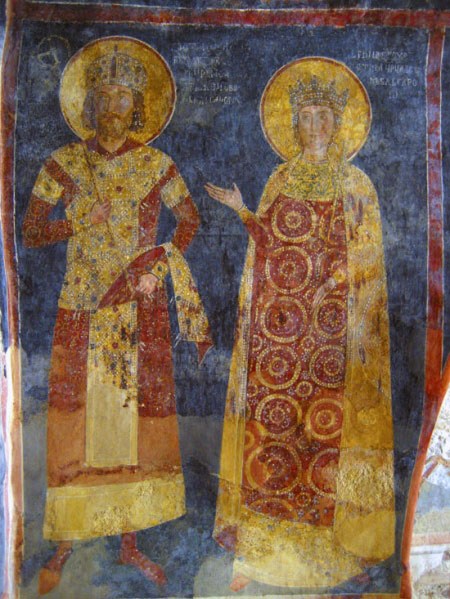
Constantino Tikh e Irene.

La rebelión comenzó en la primavera o tan tarde como el verano de 1277.  Los rebeldes primero marcharon contra los mongoles, que saquearon el pueblo búlgaro, debido a la pasividad del Estado.  La rebelión se inició en las regiones donde las invasiones mongolas fueron más fuertes. En el verano de ese año, las fuerzas de Ivailo derrotaron a una unidad mongola que saqueaba el noreste y poco después obtuvo otra victoria en contra de ellos. Después de haber logrado una hazaña que había eludido a las armas búlgaras desde hace décadas, su popularidad creció rápidamente. En el otoño de 1277, los mongoles fueron expulsados completamente fuera del territorio de Bulgaria. Ivailo fue aclamado como emperador por el pueblo y muchas zonas quedaron bajo su control.
Al final de 1277, Constantino Tij finalmente lanzó una campaña contra los rebeldes. Su pequeño ejército se movía lentamente a causa de dolores en la pierna de él. Ivailo emboscó esta fuerza, matando a muchos de los allegados del emperador, mientras que el resto del ejército se unió a los rebeldes. Ivailo asesino personalmente a Constantino Tij, justificó su acto con la afirmación de que el emperador no hizo nada en la batalla para mantener su honor.  Después de su triunfo, Ivailo comenzó a apoderarse de las ciudades fortificadas del país, que se rindieron y lo reconocieron como emperador, uno por uno. Pronto sólo Tarnovo se mantuvo bajo el control de la emperatriz María.
La muerte del soberano búlgaro fue un golpe para el emperador bizantino Miguel VIII Paleólogo, que había dejado previamente Constantinopla por Adrianópolis con el fin de controlar la situación cercana en Bulgaria. Tenía planes para explotar la crisis en Bulgaria para sus propios fines, pero después se hizo evidente que la rebelión fue una lucha entre las clases, se preparó para ayudar a los nobles búlgaros por temor a que esto también podría extenderse a Bizancio. Miguel VIII encontró un pretendiente al trono búlgaro - Iván, hijo de Mitso Asen, que vivía en el Imperio bizantino. Iván se casó con la hija de Miguel y se proclamó emperador de Bulgaria con el nombre de Iván Asen III. Los bizantinos enviaron embajadores a Tarnovo para persuadir a la emperatriz María a abandonar el trono, mientras que el ejército bizantino se dirigía al norte.
Lo siguiente que pasó fue una sorpresa para los bizantinos. María comenzó las negociaciones con Ivailo y le ofreció su mano y la corona búlgara. Los historiadores bizantinos la acusaron de ignorar su deber moral por su marido muerto, pero su decisión fue impulsada por su odio hacia su tío Miguel VIII, así como su deseo de mantenerse en el poder. Al principio quería gobernar sola, pero finalmente admitió que compartiría la autoridad con Ivailo, a condición de que se garanticen los derechos de su hijo Miguel como único sucesor. Ivailo por otro lado se mostró reacio a llegar a un acuerdo, afirmando que María le daba lo que él estaba a punto de tomar por la fuerza. El mayor temor de que tal acuerdo sería contrario a los objetivos sociales de la insurrección, y se vería como una traición por sus seguidores. Sin embargo, finalmente Ivailo aceptó "por la paz y la voluntad de no derramar sangre en la guerra intestina".

### Reconocimiento de Ivailo y las campañas contra los bizantinos y mongoles

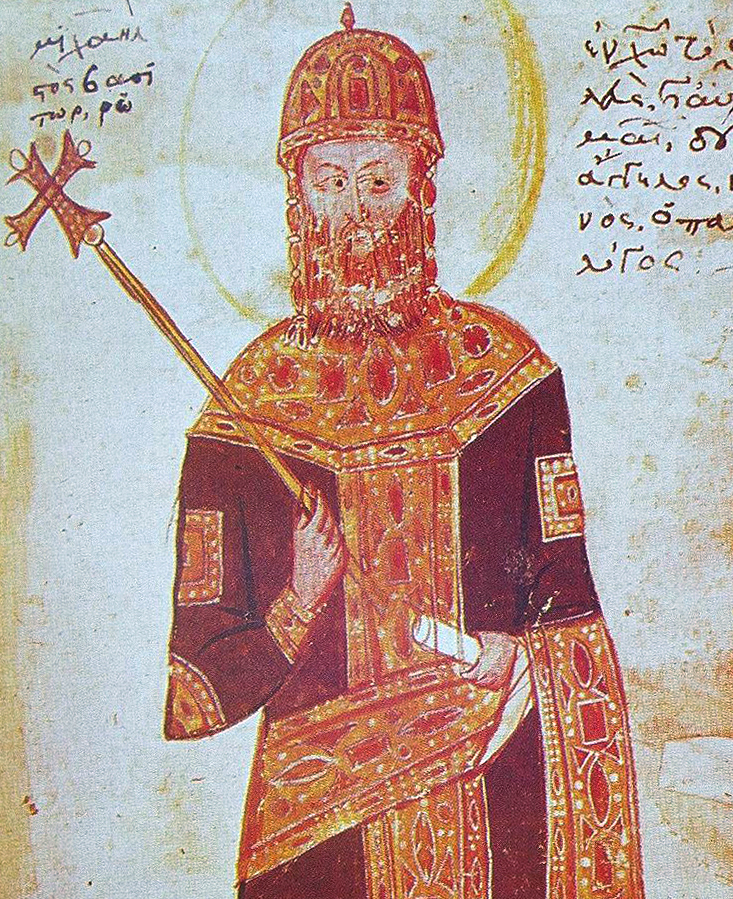
Miguel VIII Paleólogo.

En el verano de 1278 Ivailo entró triunfante en la capital y recibió la insignia imperial. Bulgaria fue unida bajo el gobierno del pueblo del zar, pero los problemas del país estaban lejos de terminar. El emperador bizantino continuó con sus intentos de derrocar a Ivailo y envió ejércitos con el famoso general Miguel Glava, que fue derrotado en dos ocasiones por los búlgaros. Al mismo tiempo, persuadió a los mongoles de invadir Bulgaria desde el norte. En la capital la situación era también sombría - Ivailo no consiguió el apoyo de la nobleza y, a menudo peleaba con su esposa.
En el comienzo de su nueva campaña Ivailo logró expulsar a los mongoles de nuevo al norte del Danubio. Sin embargo, los bizantinos fueron más peligrosos y atacaron en varios frentes desde el paso Shipka en el Mar Negro. A pesar de su talento táctico, Miguel Glava no logró ninguna victoria - los castillos búlgaros en los Montes Balcanes liderados por los generales de Ivailo Mimchil, Kuman, Damyan, Kancho y Stan, rechazaron todos los ataques, La lucha entre los búlgaros y los bizantinos fue amarga, con Ivailo que no tomaba prisioneros. A pesar de sus enormes esfuerzos, las tropas bizantinas fueron derrotadas en el verano y otoño de 1278.
Después que Ivailo consolidara sus posiciones en el sur, de nuevo tuvo que dar vuelta hacia el norte para hacer frente a los mongoles. Esta vez la guerra fue dura y larga. A diferencia de antes, ahora Ivailo enfrentaba las fuerzas de élite de Nogai Khan. Los mongoles se impusieron e Ivailo se refugió en la fortaleza de Drastar (Silistra), donde fue asediado durante tres meses. Ese contratiempo llevó a la traición de la nobleza en Tarnovo. Tras la noticia de la derrota, y en medio de rumores de que Ivailo había perecido, los boyardos se sometieron a Iván Asen III. La emperatriz María, que estaba embarazada por Ivailo, fue depuesta y enviada al exilio en Constantinopla.
Unos meses más tarde sin embargo, Ivailo logró romper el bloqueo mongol. Su ejército apareció en las afueras de Tarnovo e Iván Asen III fue sitiado en la capital. Miguel VIII inmediatamente tomó medidas para proteger a su yerno y en el verano de 1279 un fuerte ejército bizantino de 10.000 bajo el protovestiarios Murin se dirigió a Bulgaria. El 17 de julio Ivailo cargo contra los bizantinos en Devina, donde, a pesar de ser superados en número, los búlgaros tuvieron una victoria. Muchos bizantinos perecieron en el campo de batalla y los cautivos fueron asesinados por órdenes de Ivailo. Sólo un mes más tarde, el emperador bizantino envió otro ejército de 5.000 soldados bajo el protovestiarios Aprin. La ubicación exacta de la batalla se desconoce - de acuerdo a los historiadores bizantinos se llevó a cabo en los puertos de montaña del este de Stara Planina - pero el 15 de agosto los invasores fueron aplastados después de una larga lucha y su líder fue asesinado. Ivailo personalmente comandó a su ejército en dos batallas.

### Fin de la rebelión
La posición de Iván Asen III fue agitada y tuvo que huir de Tarnovo, mientras que la nobleza búlgara proclamó al boyardo de Cherven, Jorge I Terter, uno de los nobles más poderosos e influyentes del país, para emperador. Esos acontecimientos fueron cruciales para el destino Ivailo: el zar campesino encaró las fuerzas unidas de los señores feudales búlgaros, mientras que la moral en su ejército fue baja y su apoyo entre el pueblo, decepcionados por las guerras sin fin, menguaban. Marchando con sólo unos pocos seguidores leales, al final de 1280 Ivailo se vio obligado a huir a la corte de Nogai Khan y pedir ayuda para recuperar su corona. Aunque Nogai inicialmente favorecía a Ivailo, eventualmente mando a asesinarlo después de una petición de su aliado, Miguel VIII.

## Consecuencias
Aunque al final fracasó, la rebelión de Ivailo había logrado el reconocimiento a su líder como emperador, un objetivo en el que todas las otras rebeliones campesinas en la Europa medieval fallaron. A pesar de su incapacidad para establecer un nuevo orden social en favor de la gente común, Ivailo ha quedado en la memoria del pueblo búlgaro como un luchador por la justicia, la libertad y la igualdad. También fue famoso entre sus contemporáneos y después varias otras rebeliones populares en los Balcanes fueron dirigidos por un "Ivailo falso".
Para Bulgaria las dos décadas que siguieron a la muerte de Ivailo marcó el punto más bajo en la decadencia del Segundo Imperio, con la constante interferencia de los mongoles en los asuntos internos del Estado y la desintegración progresiva de la autoridad central en favor de los magnates feudales. Durante ese período, los bizantinos ocuparon la mayor parte de las restantes posiciones búlgaras en Tracia. Sin embargo desde 1300 el país revivió bajo el gobierno de Teodoro Svetoslav.